# Саар, Михкель
Михкель Саар (эст. Mihkel Saar; 30 сентября 1982, Вяйке-Маарья) — эстонский футболист, защитник и полузащитник.

## Биография
О выступлениях до 20-летнего возраста сведений нет[уточнить]. В 2003—2004 годах играл во второй лиге Эстонии за «Элву». В ходе сезона 2004 года перешёл в «Тулевик» (Вильянди), имевший партнёрские отношения с «Элвой». Сыграл дебютный матч в составе «Тулевика» в высшем дивизионе Эстонии 2 августа 2004 года против «Лоотуса», заменив на 85-й минуте Райна Тёлпуса. Первый гол в чемпионате забил 14 августа 2005 года в ворота «Валги». Всего за три с половиной сезона сыграл 61 матч и забил 2 гола за клуб из Вильянди в высшей лиге.
В 2008 году перешёл в клуб «Флора» (Раквере), позже переименованный в «Тарвас». Провёл в составе клуба 13 сезонов, сыграв за это время более 340 матчей, большей частью в первой лиге Эстонии. В 2016 году вместе с «Тарвасом» играл в высшей лиге, где провёл 21 матч, а клуб занял последнее место с тремя очками.
Всего в высшем дивизионе Эстонии сыграл 82 матча и забил два гола.

## Личная жизнь
Брат Каарел (род. 1990) также футболист. Много лет братья играли вместе за «Тарвас».